# Primula levicalyx
Primula levicalyx är en viveväxtart som beskrevs av C. M. Hu och Z. R. Xu. Primula levicalyx ingår i släktet vivor, och familjen viveväxter. Inga underarter finns listade i Catalogue of Life.